# 张顺嫔 (明神宗)
张顺嫔（1567年—1589年），明神宗妃嫔。父亲张榛以女贵被授为正五品锦衣卫正千户，母王氏。

## 生平
张氏生于隆庆元年（1567年）九月二十五日酉时。万历九年十二月二十一日，张氏选入内庭。万历十年三月六日册封为顺嫔。
薨于万历十六年十二月二十四日辰时，年二十二岁，无出。万历十七年七月四日，葬于金山之原:37。

## 相关资料
1. ↑  《明神宗顯皇帝實錄卷之一百二十二》乙丑升昭妃父劉應節為指揮僉事端嬪父周清為指揮同知鄭承憲王秀邵名李士亮梁順李山張榛魏承志各授正千戶錦衣衛帶俸
2. ↑  《明神宗顯皇帝實錄卷之一百二十二》甲子 上御皇極殿傳制冊九嬪周氏為端嬪鄭氏為淑嬪王氏為安嬪邵氏為敬嬪李氏為德嬪梁氏為和嬪李氏為榮嬪張氏為順嬪魏氏為慎嬪
3. ↑  《明神宗顯皇帝實錄卷之二百六》......禮部題順嬪張氏薨逝禮遵世廟裕嬪王氏例行禮下(抱本)於後一等禮部題十七年正月朔日辰時日蝕例免朝賀上如奏命禮部侍郎田一俊魏時亮視順嬪葬地
4. ↑  刘精义、鲁琪. . 故宫博物院院刊 (北京市: 故宫博物馆). 1980, (1980年2期): 29—44  [2022-06-09]. ISSN 0452-7402. （原始内容存档于2022-06-11） （简体中文）. 6.顺嫔圹志」嫔姓张氏河南开封府大康县人父榛授锦」衣卫千户母王氏」嫔以万历九年十二月二十一日选入」内庭祗事」皇上德性柔淑夙夜恭勤十年三月六日册封」为顺嫔十六年十二月二十四日辰时薨」逝距其生隆庆元年九月二十五日酉时」享年二十有二其薨也」皇上辍视朝一日特赐谕祭」两宫圣母及」中宫以下皆致祭以十七年七月四日葬于」金山之原」嫔寿虽弗遐然承宠宫闱始终全福夫复何」憾儒臣奉」命志于玄室百世之下其尚有徵焉」[……]

- 《明神宗實錄》